# Брезница-Окол
Брезница-Окол (рум. Brezniţa-Ocol) је село у Румунији у округу Мехединци и седиште је истоимене општине.
Oпштина се налази на надморској висини од 141 m.

## Становништво
Према попису из 2011. године у селу је живело 1.716 становника што је за 148 (7,94%) мање у односу на 2002. када је на попису било 1.864 становника. Већинско становништво чине Румуни.
| Етнички састав према попису из 2011.‍ | Етнички састав према попису из 2011.‍ | Етнички састав према попису из 2011.‍ | Етнички састав према попису из 2011.‍ | Етнички састав према попису из 2011.‍ |
| ------------------------------------ | ------------------------------------ | ------------------------------------ | ------------------------------------ | ------------------------------------ |
|                                      |                                      |                                      |                                      |                                      |
| Румуни                               | Румуни                               |                                      | 1.676                                | 97,67%                               |
| Непознато                            | Непознато                            |                                      | 40                                   | 2,33%                                |